# Hundert Mann und ein Befehl / Abschied vom Meer / Junge, komm bald wieder / La Paloma
Hundert Mann und ein Befehl / Abschied vom Meer / Junge, komm bald wieder / La Paloma ist das 39. Extended-Play-Album des österreichischen Schlagersängers Freddy Quinn, das 1967 im Musiklabel Polydor (Nummer EPH-60027) in Australien hergestellt und veröffentlicht wurde. Der Vertrieb geschah durch Philips Electrical Pty. Limited. Der Vertrieb geschah unter den Rechtegesellschaften Gesellschaft für musikalische Aufführungs- und mechanische Vervielfältigungsrechte, Allan’s, Copyright Control und Connelly.

## Schallplattenhülle
Auf der Schallplattenhülle ist auf der linken Seite Freddy Quinn zu sehen, sichtbar ist sein Kopf und ein Teil seines Kragens. Rechts sind die Liedtitel aufgelistet.

## Musik
Hundert Mann und ein Befehl ist die deutsche Coverversion des englischen Lieds The Ballad of the Green Berets, das von Robin Moore geschrieben und von Barry Sadler gesungen wurde. Für Quinns Version wurde das Lied von Ernst Bader adaptiert.
Hundert Mann und ein Befehl und In 24 Stunden bilden wie beim Extended-Play-Album Hundert Mann und ein Befehl / In 24 Stunden / Eine Handvoll Reis / Wir die Seite eins.
Junge, komm bald wieder ist eine Komposition von Lotar Olias mit einem Text von Walter Rothenburg und ist einer von Quinns größten Erfolgen.
La Paloma ist eine Komposition des spanisch-baskischen Komponisten Sebastián de Yradier (1809–1865), von dem die älteste vorhandene Tonaufnahme ungefähr um 1880 entstand. Quinn veröffentlichte dieses Lied im Lauf seiner Karriere auf zahlreichen Tonträgern, erstmals 1961. Insgesamt gibt es über 400 Coverversionen.

## Titelliste
Das Album beinhaltet folgende vier Titel:
- Seite 1

1. Hundert Mann und ein Befehl (Ballad of the Green Berets)
2. Abschied vom Meer (Farewell to the Sea)

- Seite 2

1. Junge, komm bald wieder (Return Soon, Young Man)
2. La Paloma